# Canal Fulton
Canal Fulton is een plaats (village) in de Amerikaanse staat Ohio, en valt bestuurlijk gezien onder Stark County.

## Demografie
Bij de volkstelling in 2000 werd het aantal inwoners vastgesteld op 5061.
In 2006 is het aantal inwoners door het United States Census Bureau geschat op 5111, een stijging van 50 (1,0%).

## Geografie
Volgens het United States Census Bureau beslaat de plaats een oppervlakte van
6,4 km², waarvan 6,3 km² land en 0,1 km² water. Canal Fulton ligt op ongeveer 297 m boven zeeniveau.

## Plaatsen in de nabije omgeving
De onderstaande figuur toont nabijgelegen plaatsen in een straal van 12 km rond Canal Fulton.